# Bianca Castafiore
Bianca Castafiore o La Castafiore es un personaje ficticio de las historietas de la serie Las aventuras de Tintín, del dibujante belga Hergé.
Es el único personaje femenino del elenco, y por lo general no sale bien librada en los guiones de Hergé, lo que le valió en su momento acusaciones de machismo y misoginia. En cambio, es uno de los personajes más recurrentes.
Bianca Castafiore es una cantante de ópera italiana conocida internacionalmente como el Ruiseñor de Milán. Su especialidad es el Aria de las joyas de la ópera Fausto de Charles Gounod. En consecuencia, sus apariciones suelen ir acompañadas de la frase que abre el aria: "¡Ah! Me río de verme tan bella en este espejo..." (Ah, je ris de me voir si belle en ce miroir, en ocasiones traducida como "Ah, me río de verme tan bella en el cristal"). La Castafiore viaja acompañada de su secretaria Irma y su pianista Igor Wagner. En algunos álbumes (sobre todo en los bocetos del inacabado Tintín y el Arte-Alfa) Bianca Castafiore muestra una actitud elitista y de un cierto desprecio a quienes no son de su condición. 
El nombre de la diva, "blanca casta flor", en italiano, es una ironía a su corpulencia y carácter desinhibido. También lo es el apelativo de Ruiseñor de Milán, ya que por lo general quienes están a su alrededor (y especialmente el capitán Haddock) no aprecian las cualidades de su arte, cosa que, por lo demás, a ella parece importarle más bien poco. Se ha dicho que Hergé tuvo una aparente fobia por el bel canto, siendo alusivo hacia el que fuera uno de los más cercanos colaboradores del autor, Edgar P. Jacobs, que había sido cantante lírico en su juventud.
Bianca Castafiore parece estar enamorada platónicamente del capitán Haddock, aunque nunca consigue  pronunciar correctamente su nombre (Harrock, Karpock, Kodak...). Esta es, aparentemente, la única presencia del amor en los álbumes de Tintín, lo cual ha sido objeto también de especulaciones diversas: a veces se atribuye a la misoginia del autor, que al presentar a las mujeres en sus historietas como meras figurantes (excepto la Castafiore) impedía que se presentaran situaciones de las que pudieran deducirse relaciones entre sexos opuestos; otras veces se achaca a su integrismo católico, que no podía tolerar la presencia de tales situaciones en un trabajo destinado en gran medida a niños y adolescentes.

## Concepto e influencias
Como es públicamente sabido, la ópera era una de las cosas que más detestaba Hergé. Castafiore es presentada como una mujer rica, generosa, amigable y con voluntad de hierro, pero al mismo tiempo narcisista, caprichosa, de mentalidad ausente y parlanchina, y parece ignorar que su voz es chillona y excesivamente alta. 
Un comentarista sugirió que podría estar basada en Aino Ackté, una soprano finlandesa, mientras que también se ha sugerido que podría estar inspirada en la millonaria americana Florence Foster Jenkins, que en los años 1940 consiguió realizar el sueño de su vida, es decir, estrenar una ópera en el Carnegie Hall de Nueva York. Recaudó 6000 dólares de la época, y murió convencida de haber conseguido un éxito sin precedentes. Nunca nadie se atrevió a decirle que el canto no era lo suyo, y hoy en día se la considera la diosa del "Brutto Canto". 
Aunque la señora Castafiore es obviamente italiana, su aria de firma es de una ópera francesa (Fausto fue compuesta por Charles Gounod), en lugar de una de Verdi, Puccini o Donizetti que uno esperaría de una estrella de La Scala. Fausto, y esta aria en particular, estuvo entre las óperas más famosas en los tiempos de Hergé. 
También se dice que Bianca Castafiore se hubiera inspirado en la propia abuela de Hergé. Hergé creía que su padre era el hijo ilegítimo del rey belga Leopoldo II, pero solo su abuela podría haber sabido la verdad. Añadió referencias sutiles como las óperas que Bianca cantaba, refiriéndose a esas historias.
El asteroide (1683) Castafiore, descubierto en 1950, lleva el nombre del personaje.
En la película de animación Las aventuras de Tintín: el secreto del Unicornio estrenada en octubre de 2011, la soprano Renée Fleming pone voz al personaje.

## Apariciones
Bianca Castafiore aparece en los siguientes álbumes: 
- El cetro de Ottokar
- El asunto Tornasol
- Stock de coque
- Las joyas de la Castafiore
- Tintín y el lago de los tiburones
- Tintín y los Pícaros
- Tintín y el Arte-Alfa

También hace apariciones "sorpresa" en los álbumes:
- Las siete bolas de cristal
- Tintín en el país del oro negro
- Tintín en el Tíbet

También se menciona en:
- Objetivo: la Luna

- Datos: Q738325
- Multimedia: Bianca Castafiore / Q738325